# John Newcombe Women's Pro Challenge 2013
Il John Newcombe Women's Pro Challenge 2013 è stato un torneo di tennis facente parte della categoria ITF Women's Circuit nell'ambito dell'ITF Women's Circuit 2013. Il torneo si è giocato a New Braunfels in Stati Uniti d'America dal 28 ottobre al 3 novembre 2013 su campi in cemento e aveva un montepremi di $50,000.

## Partecipanti

### Teste di serie
| Nazionalità | Giocatrice                | Ranking* | Testa di serie |
| ----------- | ------------------------- | -------- | -------------- |
| Colombia    | Mariana Duque             | 97       | 1              |
| Portogallo  | Michelle Larcher de Brito | 106      | 2              |
| Stati Uniti | Coco Vandeweghe           | 113      | 3              |
| Stati Uniti | Maria Sanchez             | 140      | 4              |
| Stati Uniti | Madison Brengle           | 155      | 5              |
| Georgia     | Anna Tatišvili            | 158      | 6              |
| Stati Uniti | Julia Cohen               | 185      | 7              |
| Colombia    | Catalina Castaño          | 198      | 8              |

- Ranking al 21 ottobre 2013.

### Altre partecipanti
Giocatrici che hanno ricevuto una wild card:
- Rosalia Alda
- Jacqueline Cako
- Julia Elbaba
- Ashley Weinhold

Giocatrici che sono passate dalle qualificazioni:
- Danielle Lao
- Jessica Lawrence
- Mari Osaka
- Blair Shankle

Giocatrici che hanno ricevuto un entry come junior exempt:
- Taylor Townsend

Giocatrici che hanno ricevuto un entry con un protected ranking:
- Ulrikke Eikeri

## Vincitrici

### Singolare
Anna Tatišvili ha battuto in finale  Elica Kostova con il punteggio di 6–4, 6–4

### Doppio
Anna Tatišvili /  Coco Vandeweghe hanno battuto in finale  Asia Muhammad /  Taylor Townsend con il punteggio di 3–6, 6–3, [13–11]